# Borda d'Isabel
La Borda d'Isabel és una borda del terme municipal de Conca de Dalt, dins de l'antic terme d'Hortoneda de la Conca, pertanyent a l'antiga caseria dels Masos de la Coma, al límit nord-est del municipi. És una de les bordes dels Masos de la Coma, a la Coma d'Orient. És la més meridional del sector central de la Coma. A llevant seu hi havia la Borda del Músic, actualment desapareguda. Al nord, les bordes de Maladent i de Senllí, les dues amb pallissa annexa, i més a llevant, ja força distanciades hi havia la Borda del Querolar i la de Savoia, totes dues actualment desaparegudes.